# 市之倉口駅
市之倉口駅（いちのくらぐちえき）は、かつて岐阜県多治見市にあった東濃鉄道笠原線の駅（廃駅）である。
当駅では貨物（陶磁器、耐火煉瓦など）の取り扱いが多かった。

## 歴史
- 1928年（昭和3年）7月1日：笠原鉄道開業に際し開設。
- 1944年（昭和19年）3月1日：笠原鉄道が駄知鉄道等と合併し、東濃鉄道笠原線となる。
- 1950年（昭和25年）頃：交換設備が設置される。
- 1971年（昭和46年）6月12日：乗客数の減少により、笠原線の旅客営業が休止。以降同線は貨物鉄道営業のみとなる。当駅は東京窯業の規模拡大に伴う耐火煉瓦などの運搬があり、取扱量も多かったという。
- 1978年（昭和53年）
  - 10月31日：東京窯業関連の貨物輸送がトラック輸送に切り替えられたことにより、これをもって笠原線の貨物営業を終了する。
  - 11月1日：笠原線廃止により廃駅となる。

## 駅構造
交換施設があった。また、貨物用ホームも存在した。隣接する東京窯業多治見工場への専用線があり、廃止まで使用していた。

## 現況
- 1979年（昭和54年）、多治見市は笠原線の線路跡を自転車専用道路・歩行者専用道路として整備することを決定し、平和町 - 滝呂町の整備を行い1998年（平成10年）に完成する。駅跡地はこの整備で無くなっているが、東京窯業多治見工場付近にわずかに痕跡があるという。

## 隣の駅
東濃鉄道
笠原線
本多治見駅 - 市之倉口駅 - 笠原駅
1973年（昭和48年）3月24日までは当駅と笠原駅の間に下滝呂駅と滝呂駅が存在した。